# マヤのトウモロコシの神

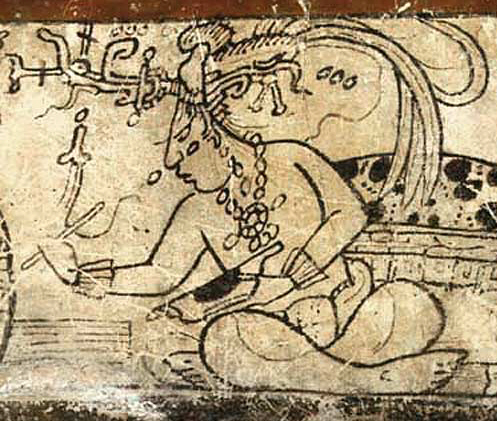
古典期の土器に描かれたトウモロコシの神

マヤのトウモロコシの神（マヤのトウモロコシのかみ）は、マヤ人によって信仰されていた農耕神。重要な神であるが、スペイン人の到来以前において何と呼ばれていたかはわかっていない。
パウル・シェルハスによるマヤ絵文書の分類では「神E」と呼ばれている。
メソアメリカにおいてトウモロコシは主食であり、神話上で重要な役割を果たした。『ポポル・ヴフ』によれば人間は白と黄色のトウモロコシを粉にして水とまぜて練ることで創造された。『カクチケル年代記』でも、トウモロコシの粉をバクとヘビの血とまぜて練ることで最初の人間が生まれたとする。トウモロコシの種の4つの色（赤・白・黄・黒）は世界の4つの色とされ、また大地の4つの方向と結びつけられる。古典期後期の土器の絵によると、土に植えたトウモロコシが土から伸びる様子が人間の埋葬と再生の暗喩になっていたようであり、死んだ王にはトウモロコシ神と同様の服装が施された。
古典期前期においては、頭の上にトウモロコシをつけた若い神として表される。古典期後期になるとトウモロコシの神は2種類が確認される。ひとつは剃髪したトウモロコシの神で、熟したトウモロコシを表し、『ポポル・ヴフ』に見られるフン・フナフプの原型に相当する。もうひとつは葉をつけたトウモロコシの神で、頭の上からトウモロコシの穂が伸び、成長中のやわらかいトウモロコシを表す。
トウモロコシの神はヒスイやケツァールの羽根で飾られた。ホルムルダンサーの図像にそれがはっきり見られる。マヤの王が贅沢な服で着飾っていたのは、王がトウモロコシと関係し、農業と富を司ることを示すものだったようである。